# Hambühren
Hambühren ist eine Gemeinde im Landkreis Celle in Niedersachsen.

## Geografie
Hambühren liegt gut 6 km westlich vom Stadtzentrum von Celle entfernt. Die Aller fließt im Norden durch die Gemeinde.

### Gemeindegliederung
Die Gemeinde Hambühren besteht neben den beiden Ortschaften Hambühren Dorf (gekennzeichnet mit Hambühren I) und Hambühren Siedlung (gekennzeichnet mit Hambühren II) aus den Ortschaften Allerhop, Oldau, Ovelgönne, Rixförde und Schönhop.

## Geschichte
Hambühren wurde 1235 erstmals urkundlich als Abbenbure erwähnt. Oldau wird 1378 in einer Urkunde erwähnt. Dort wurde es als „Abendbuhren“ erwähnt. Ovelgönne wurde mit der Errichtung des Kalibergwerkes begründet, wobei die erste urkundliche Erwähnung als Försterei bereits im frühen 17. Jahrhundert erfolgte. Am 13. Oktober 1857 fiel Hambühren einer großen Feuersbrunst zum Opfer.
Während des Zweiten Weltkrieges wurde in der Nähe eine Munitionsanstalt errichtet, in der vor allem Zwangsarbeiter arbeiten mussten (siehe auch KZ Hambühren). Nach dem Zweiten Weltkrieg wurden viele der alten Munitionsbunker zu Wohnhäusern umgebaut. Es entstand Hambühren II. Dorthin wurden 1950 Kriegsflüchtlinge aus dem Aufnahmelager Reinsehlen bei Schneverdingen umgesiedelt. Viele wurden hier für immer sesshaft.
Die Gemeinde Hambühren entstand am 1. Januar 1970 im Zuge einer Gebietsreform.

## Religion

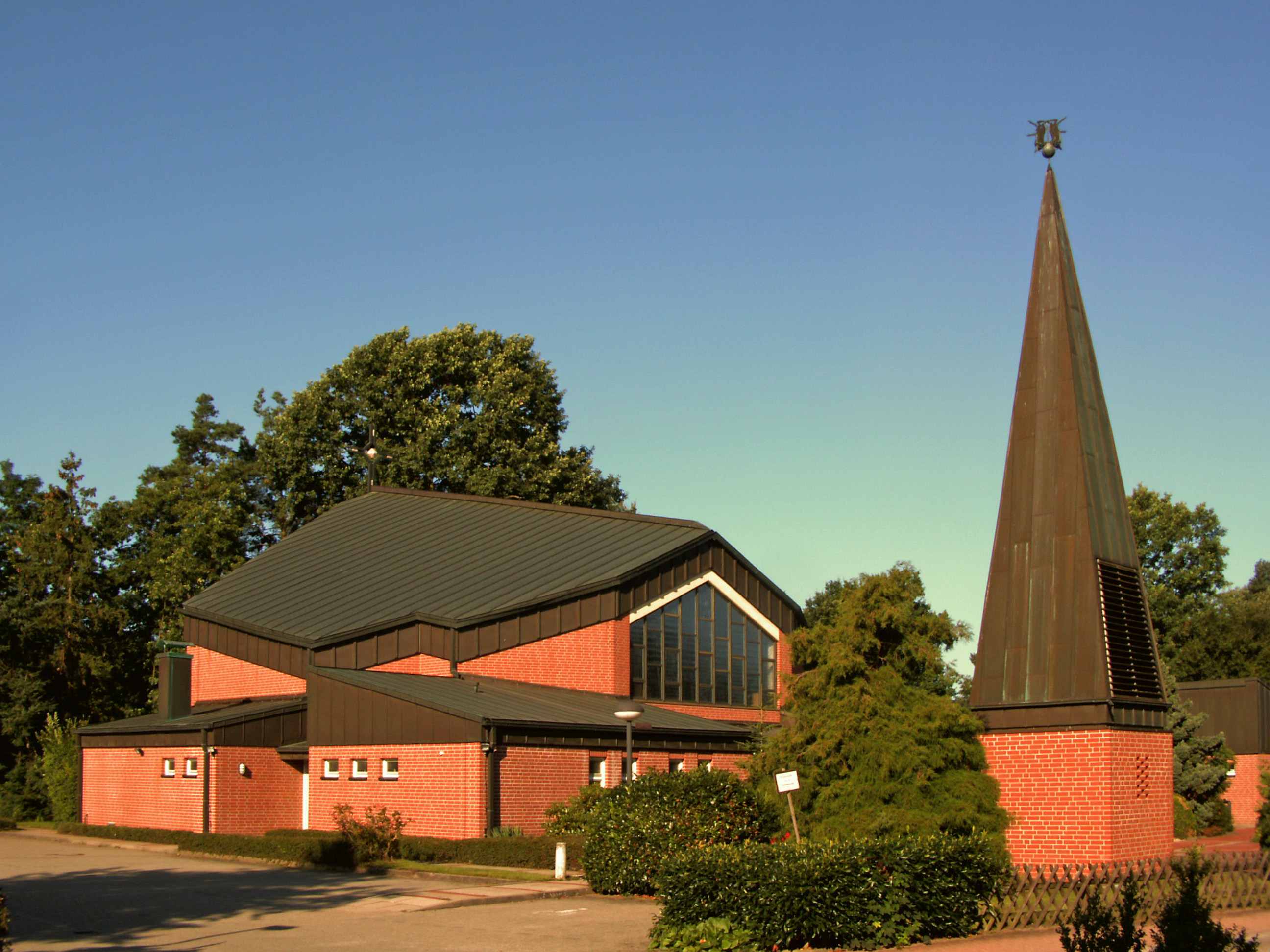
Neue katholische Kirche

Die evangelisch-lutherische Auferstehungsgemeinde ist Teil der westlichen Region des Kirchenkreises Celle. Die Kirchengemeinde hat seit 1950 ihre Kirche in einer ehemaligen Lagerhalle der Munitionsanstalt (Kirchstraße 5/7), siehe dazu auch den Abschnitt Kultur und Sehenswürdigkeiten.
1950/51 wurde die katholische Notkirche zum Hl. Schutzengel errichtet, ebenfalls in einem Gebäude, das zuvor als Munitionslagerhalle gedient hatte (Kirchstraße 9/11). 1987 wurde diese Kirche durch den heute noch bestehenden Neubau Heilige Schutzengel an der Eichendorffstraße ersetzt. Das alte Kirchengebäude in der Kirchstraße wurde umgebaut und dient heute profanen Zwecken. Zur Kirchengemeinde gehören auch die Kindertagesstätte St. Raphael sowie die Kirchen in Wietze und Winsen. Sie ist Teil des Bistums Hildesheim.

## Politik

### Gemeinderat
Der Rat der Gemeinde Hambühren setzt sich aus 26 Ratsfrauen und Ratsherren zusammen. Dies ist die gemäß § 46 NKomVG festgelegte Anzahl für eine Gemeinde mit einer Einwohnerzahl zwischen 10.001 und 11.000. Die Ratsmitglieder werden durch eine Kommunalwahl für jeweils fünf Jahre gewählt. Stimmberechtigt im Rat ist außerdem der hauptamtliche Bürgermeister.
Bei der Kommunalwahl 2021 ergab sich folgende Sitzverteilung:
| Gemeinderat 2021Insgesamt 26 Sitze - Linke: 1 - SPD: 7 - Grüne: 2 - UFO: 2 - FDP: 2 - CDU: 7 - CDW: 3 - AfD: 2 |

Die letzten Kommunalwahlen ergaben die folgenden Sitzverteilungen und Ergebnisse:
| Kommunalwahl | CDU         | SPD        | CDW 1      | AfD        | Grüne      | FDP       | UFO 2     | Linke     | Gesamt   | Wahl-Beteiligung |
| ------------ | ----------- | ---------- | ---------- | ---------- | ---------- | --------- | --------- | --------- | -------- | ---------------- |
| 2021         | 7 (26,4 %)  | 7 (25,0 %) | 3 (10,9 %) | 2 (9,1 %)  | 2 (9,1 %)  | 2 (8,8 %) | 2 (7,5 %) | 1 (3,0 %) | 26 Sitze | 53,0 %           |
| 2016         | 9 (33,4 %)  | 7 (28,3 %) | –          | 4 (15,2 %) | 2 (8,1 %)  | 2 (6,7 %) | 2 (8,3 %) | –         | 26 Sitze | 54,5 %           |
| 2011         | 10 (36,7 %) | 7 (27,4 %) | –          | –          | 4 (17,4 %) | 3 (9,8 %) | 2 (7,0 %) | 0 (1,7 %) | 26 Sitze | 46,5 %           |
| 2006         | 12          | 8          | –          | –          | 2          | 4         | –         | –         | 26 Sitze |                  |
| 2001         | 12          | 9          | –          | –          | 1          | 3         | –         | –         | 25 Sitze |                  |

### Bürgermeister
Nach einer Stichwahl am 16. Juni 2019 wurde Carsten Kranz zum Bürgermeister gewählt. Er folgte dem am 29. Mai 2011 gewählten Thomas Herbst (parteilos) nach.

### Wappen
Das Wappen der Gemeinde zeigt zwei weißgetünchte Fachwerkbauernhäuser (Niedersachsenhäuser) auf grünem Grund und im unteren Bereich ein silbernes Zahnrad. Unter den drei Objekten liegt ein goldener Ring, der zum Zahnrad hin offen ist. Entworfen wurde es von Gustav Völker.

### Gemeindepartnerschaften
Die Gemeinde trägt Partnerschaften mit folgenden Kommunen:
Verson (Frankreich)
Tourville-sur-Odon (Frankreich)
Buk (Polen)

## Kultur und Sehenswürdigkeiten
- In Hambühren befindet sich mit der Auferstehungskirche die letzte „Bunker-Kirche“ Deutschlands. Die ehemaligen Arbeitshäuser der Lufthauptmunitionsanstalt Hambühren von 1940 wurden 1950 zur Kirche umgebaut. Nach der Errichtung des Glockenturmes im Jahr 1963 kam es 1992 zur Erklärung des Gebäudes zum zeitgeschichtlichen Denkmal.[12]
- In der Ortschaft Oldau, auf einer Insel, die durch die Kanalisierung der Aller entstand, befindet sich das einzige Wasserkraftwerk in Norddeutschland, das noch weitestgehend in seinem ursprünglichen Zustand erhalten ist. Das Kraftwerk wurde 1911 errichtet. Es diente ausschließlich zur Stromerzeugung. 1972 wurde das Werk zunächst stillgelegt. 1983 wurde es aber wieder ans Netz angeschlossen, und seit dieser Zeit wird hier wieder Strom erzeugt.[13] Nicht weit davon entfernt befand sich an der Ecke Hauptstraße/Am Bahnhof der 1903 eröffnete und 1971 abgerissene Bahnhof der Allertalbahn, an den eine Informationstafel und ein Gleisstück mit zwei Rädern erinnern.[14] Die Pflasterung der Zufahrt zum Bahnhof ist auf dem heute bewachsenen Gelände noch erkennbar.

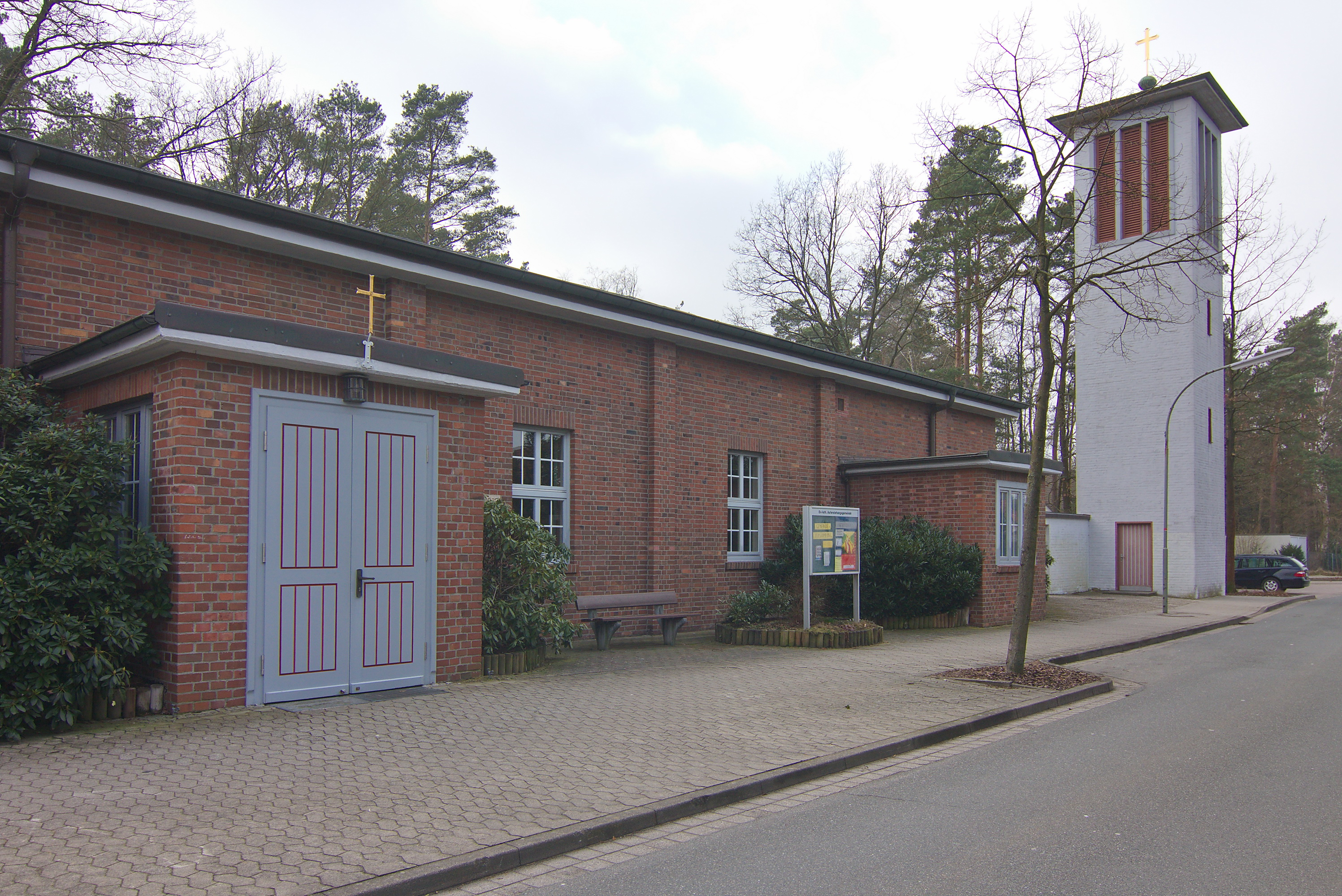
Auferstehungskirche
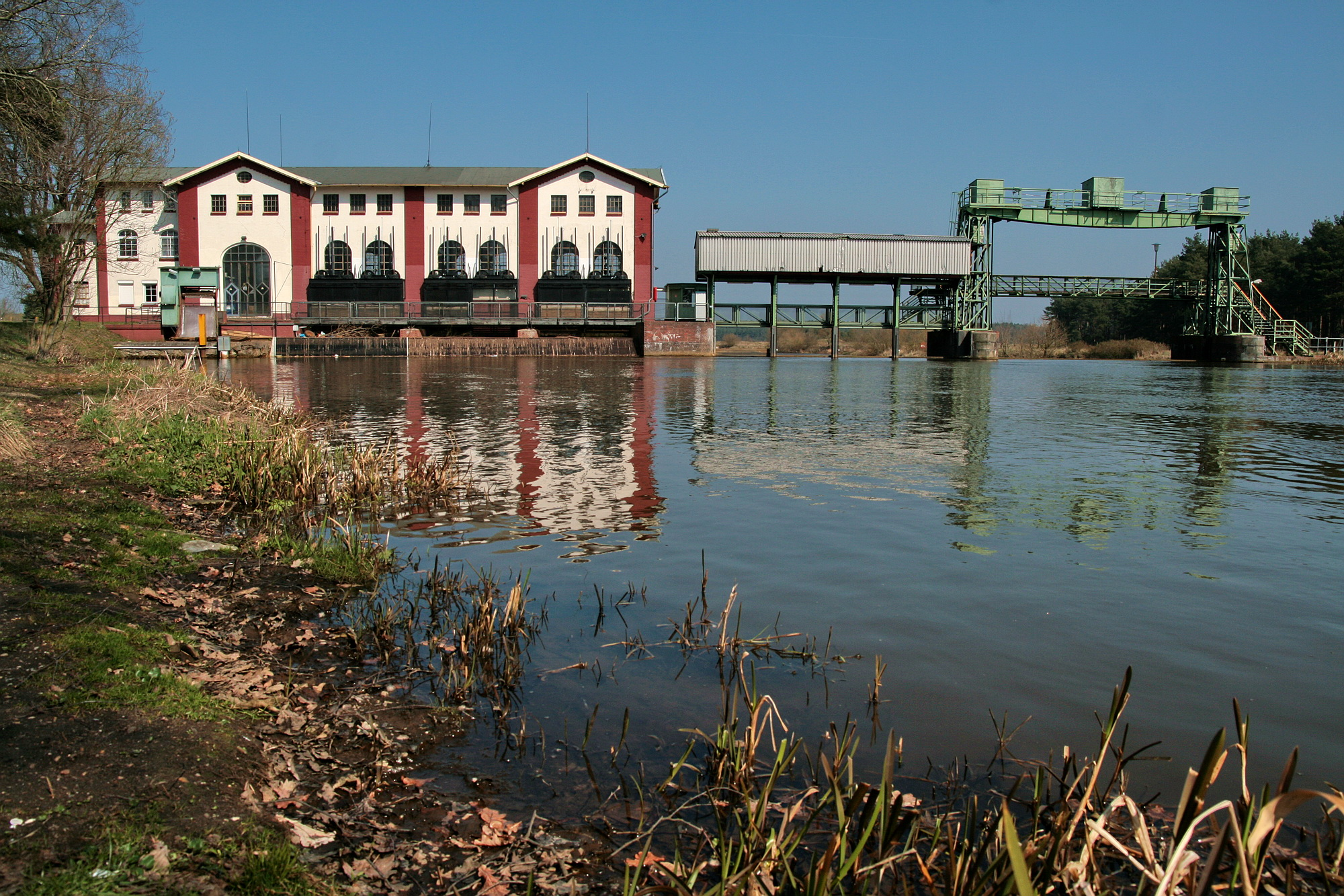
Wasserkraftwerk Oldau
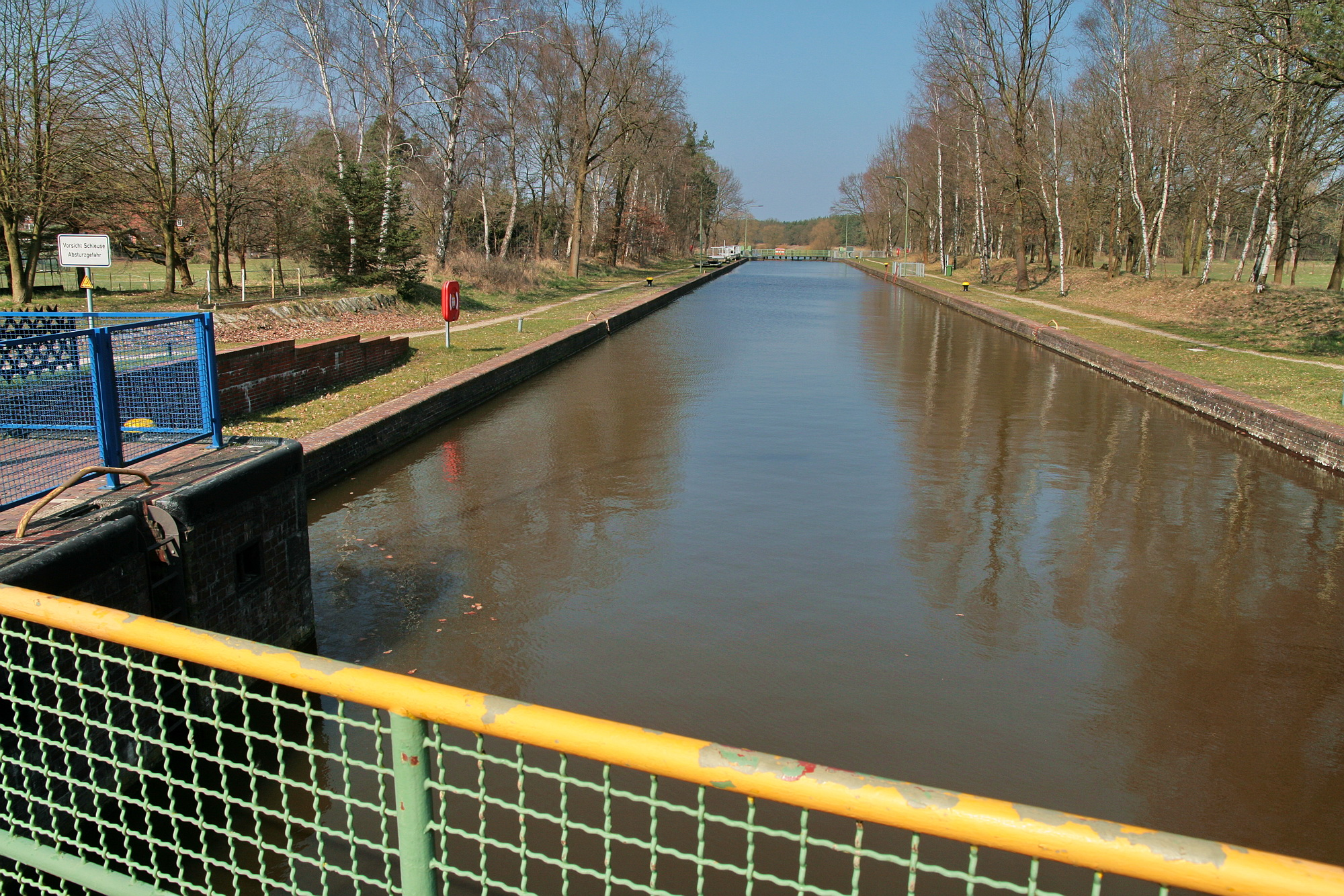
Schleusenanlage Oldau
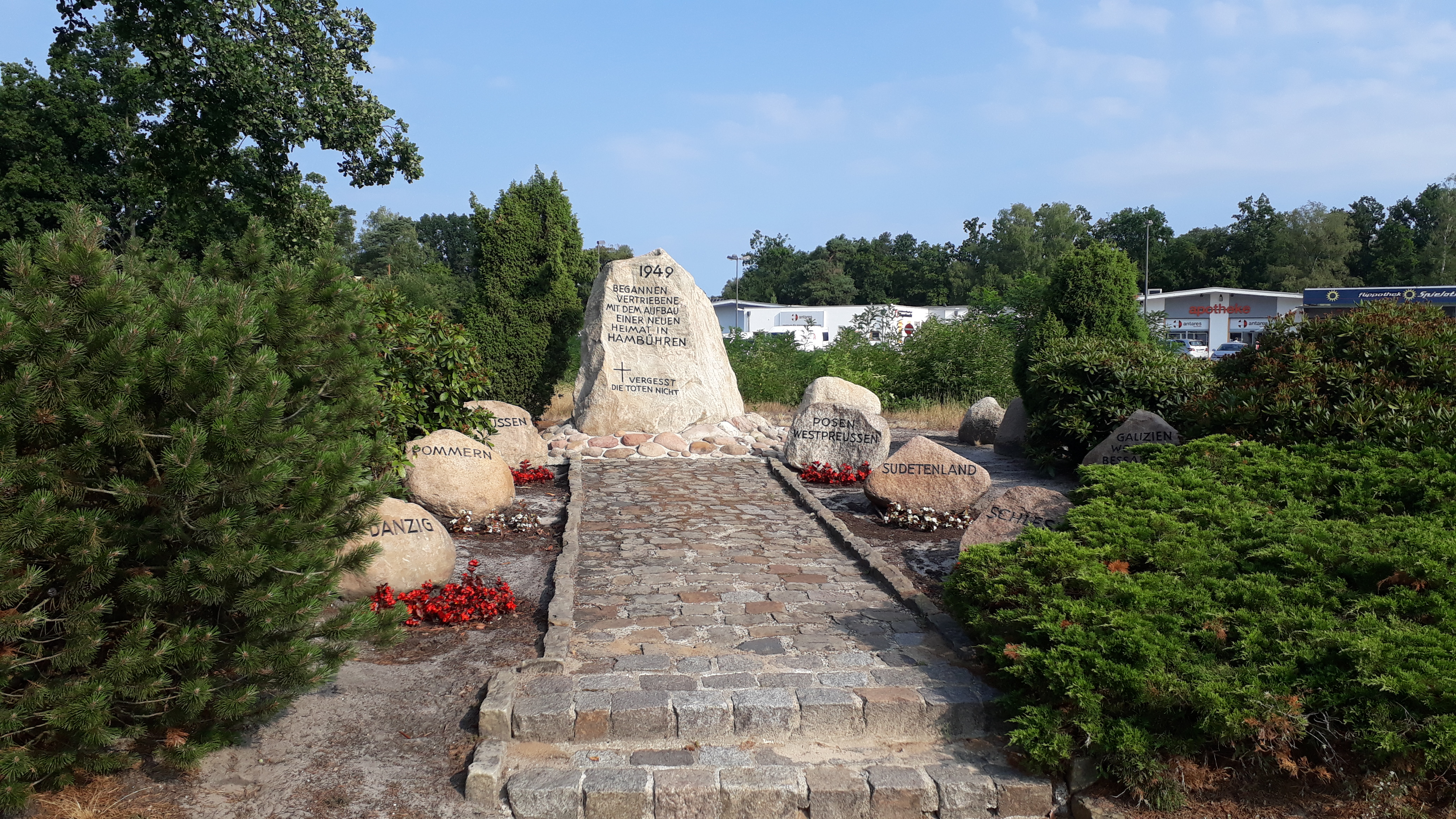
Vertriebenendenkmal in der Ostlandstraße
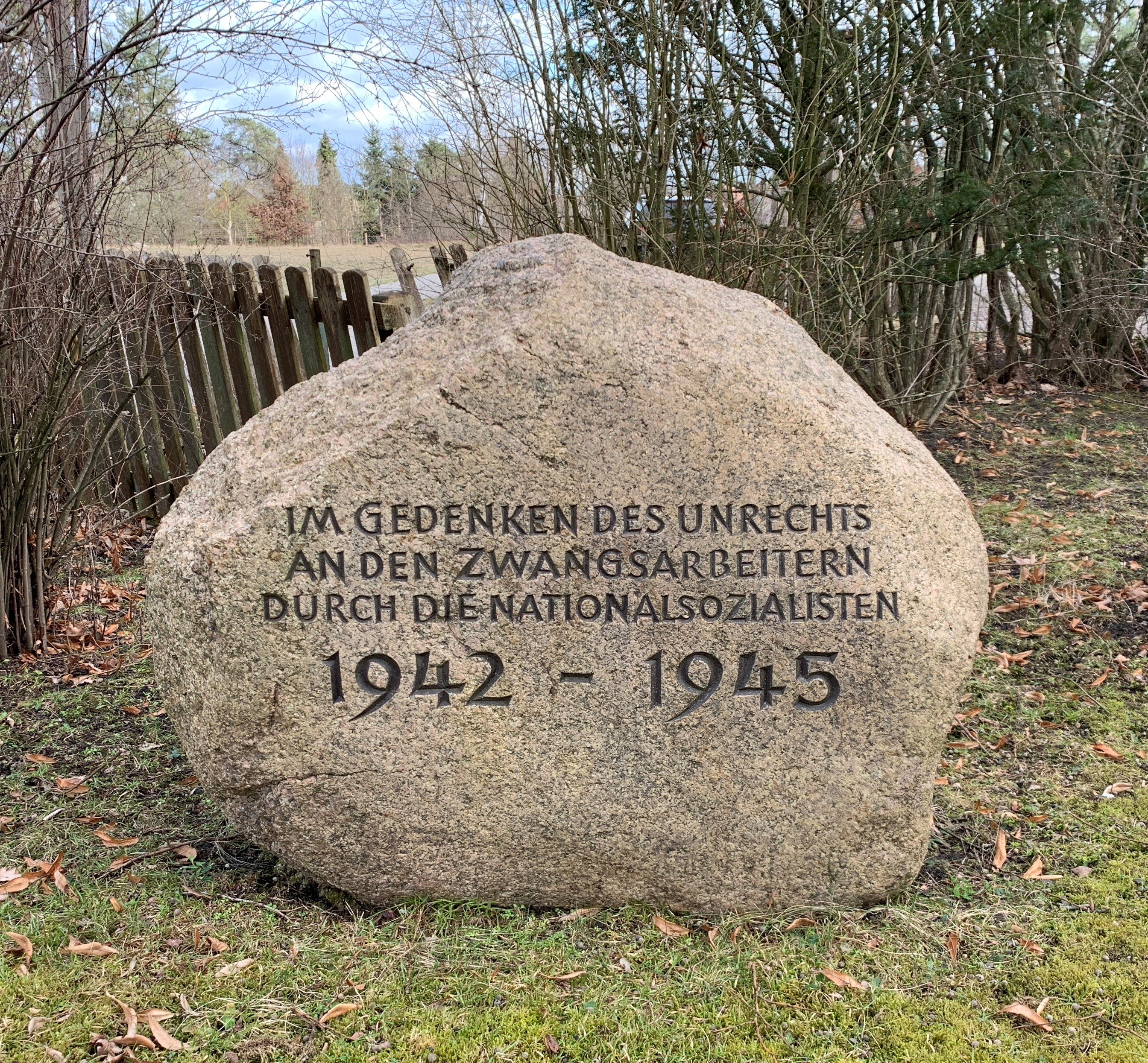
Gedenkstein Oldauer Straße
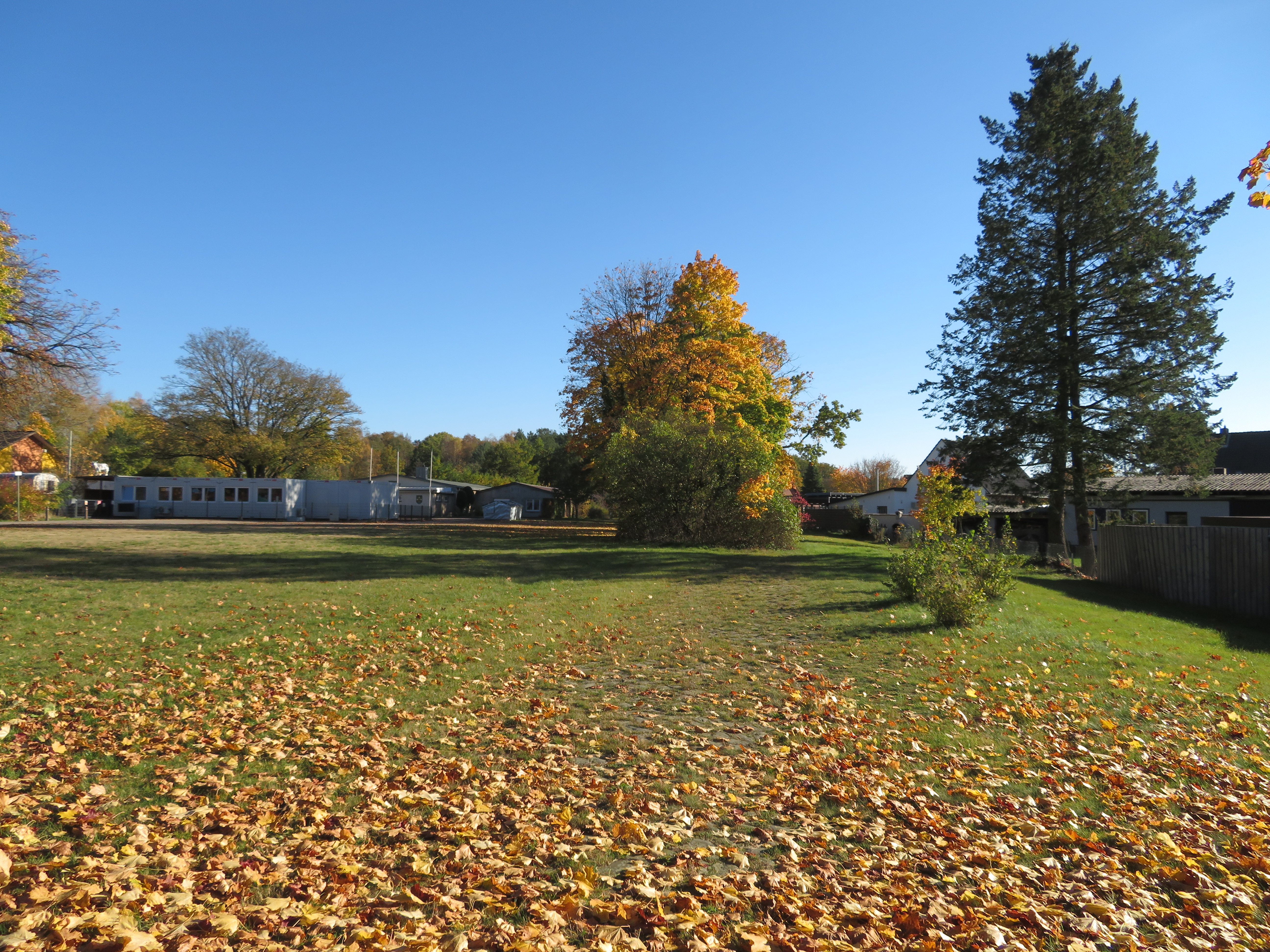
Ehem. Bahngelände in Hambühren-Oldau
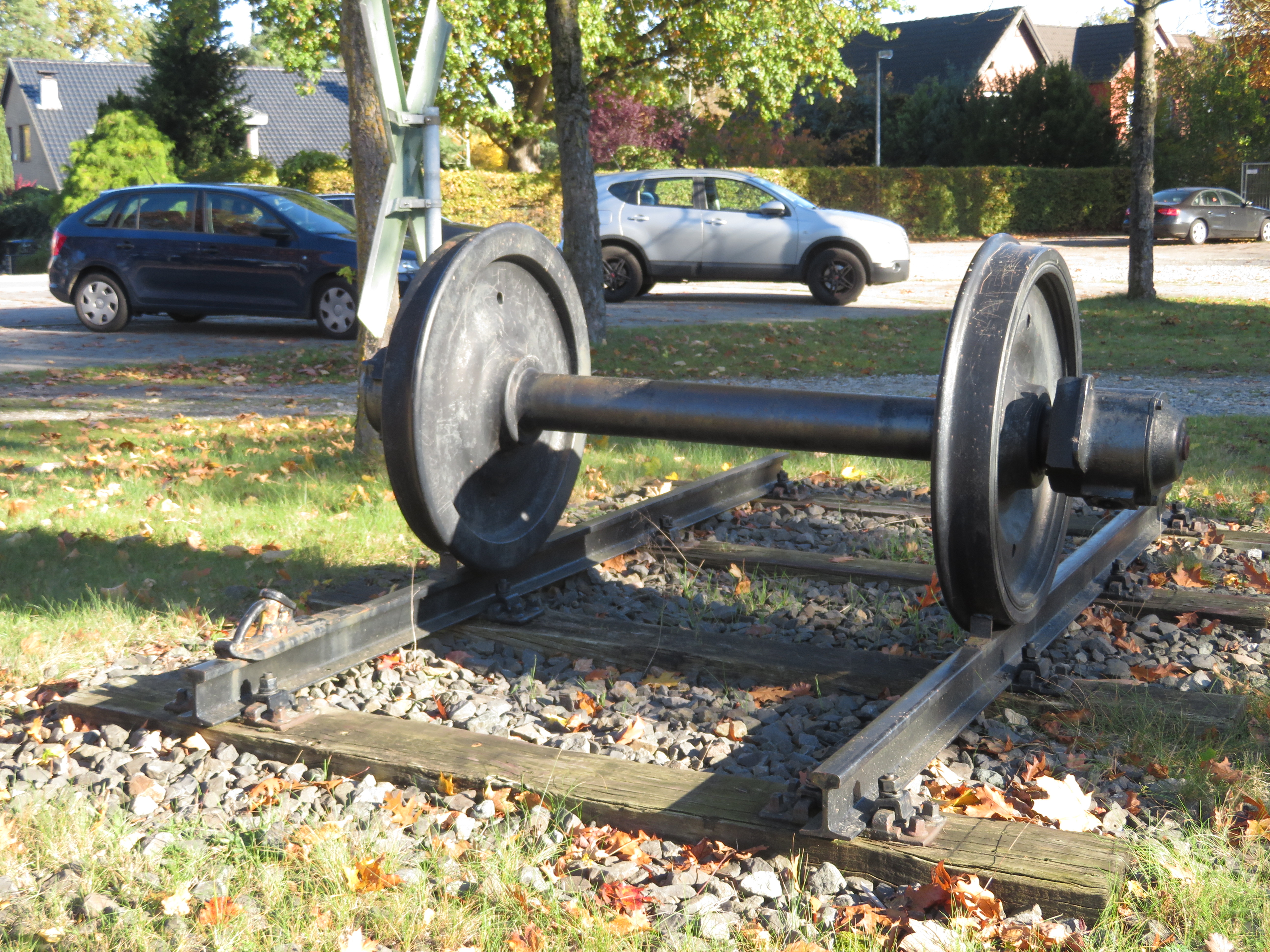
Ehem. Bahnübergang in Oldau

### Aller-Fuhsekanal

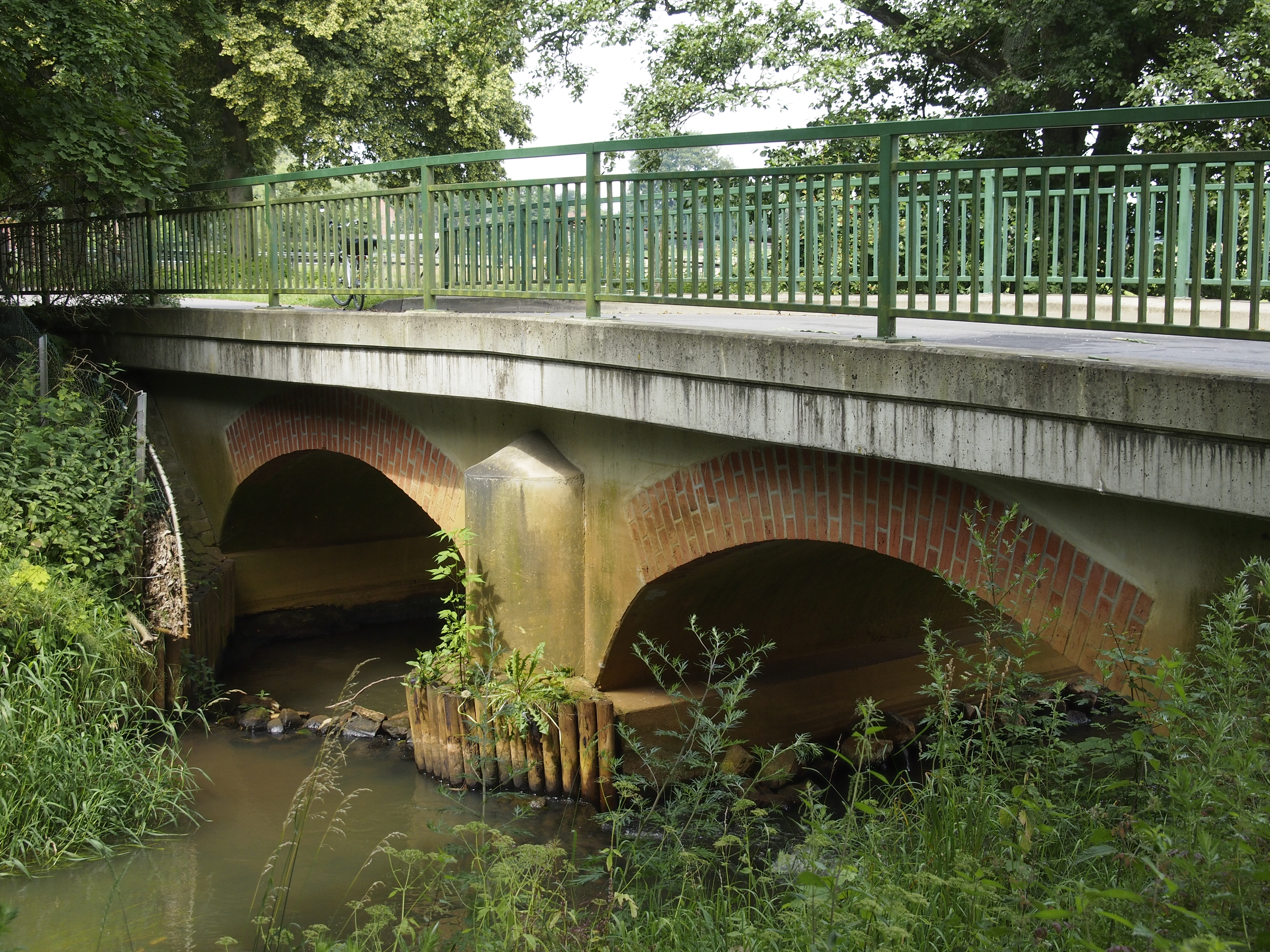
Rundbogenbrücke von 1795

Im Osten der Gemeinde verläuft der Aller-Fuhsekanal. Die Gemeindestraße, die über diesen Kanal verläuft, führt über die vermutlich älteste Rundbogenbrücke im Landkreis Celle (erbaut 1795, erneuert 1995).

### Bau- und Bodendenkmale
- Liste der Baudenkmale in Hambühren
- Liste der Bodendenkmale in Hambühren

## Wirtschaft und Infrastruktur

### Verkehr
Die Gemeinde Hambühren liegt an der Bundesstraße 214 zwischen Celle und Nienburg/Weser. Im Norden der Gemeinde fließt die Aller. Die Eisenbahnstrecke Allertalbahn, die von Celle durch Hambühren und das später eingemeindete Oldau nach Schwarmstedt verlief, wurde 1903 eingeweiht, jedoch 1966 für den Personenverkehr und 1985 auch für den Güterverkehr stillgelegt. An ihr lagen die Bahnhöfe Hambühren und Oldau.

### Bildung
Seit 2025 befindet sich das Hölty-Gymnasium vollständig in der Gemeinde. Zuvor war der Standort in der Kreisstadt Celle.

## Persönlichkeiten
- Paul Ohnsorge (1915–1975), Künstler
- Otto Stumpf (1940–2017), Kanute, Sportfunktionär und Politiker
- Klaus Schulze (1947–2022), Komponist, Pionier der elektronischen Musik
- Thomas Adasch (* 1965), Politiker (CDU)
- Jörg Bode (* 1970), Politiker (FDP)
- Carola Rackete (* 1988 in Preetz), Kapitänin
- Felix Burmeister (* 1990 in Würzburg), Fußballspieler